# La tía fingida

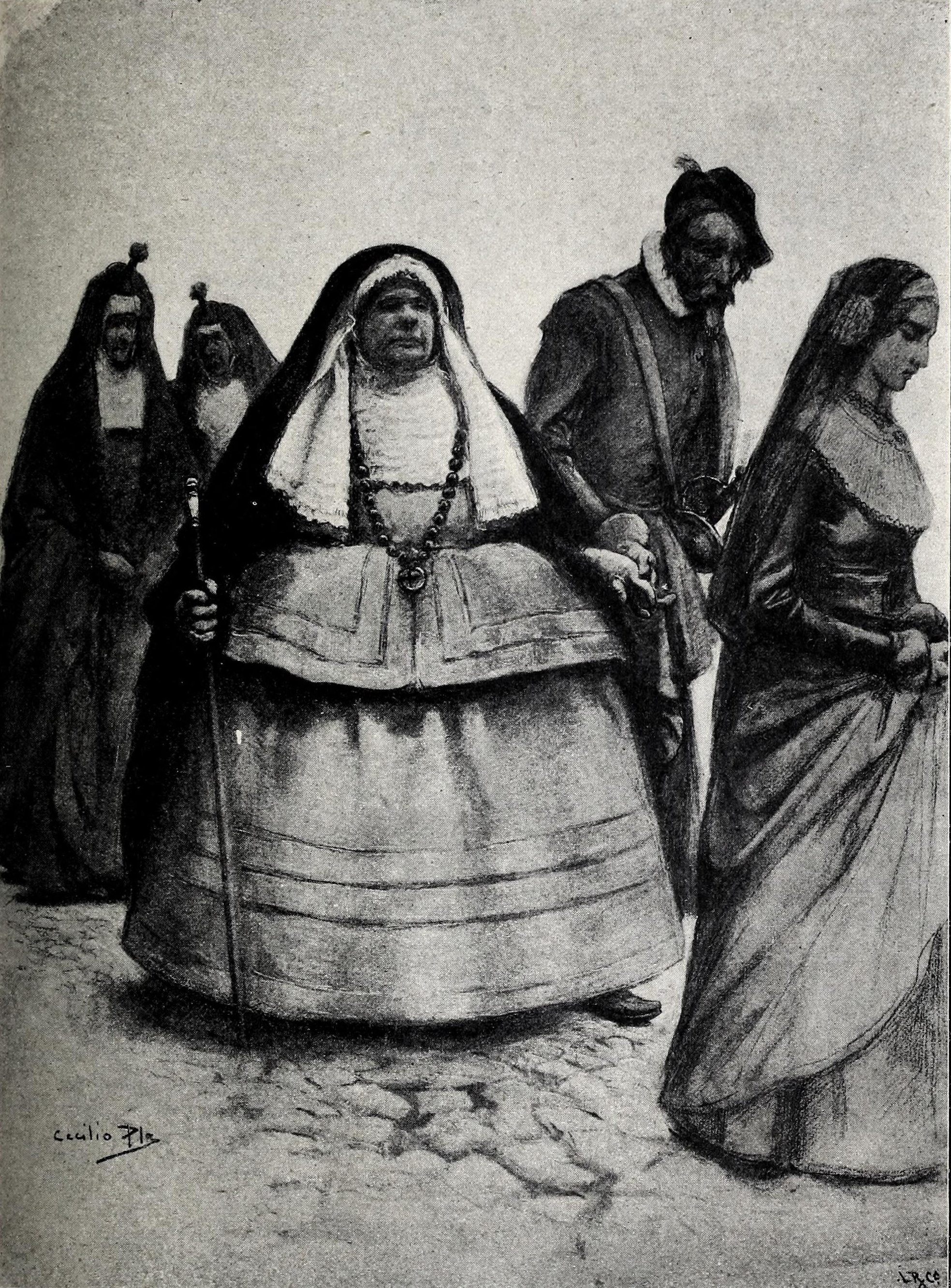
La tía fingida y su sobrina en una ilustración de Cecilio Pla

"La tía fingida", es un relato corto conocido a través de dos versiones distintas: un códice de la Biblioteca Colombina de Sevilla y diversas copias impresas de un manuscrito del siglo XVII hoy perdido, denominado "Porras de la Cámara", en el que aparecían entre otras, versiones levemente diferenciadas de dos Novelas Ejemplares de Miguel de Cervantes, "Rinconete y Cortadillo" y "El celoso extremeño".

## Sinopsis argumental
En Salamanca, dos estudiantes manchegos más aficionados a la diversión que al estudio descubren en una de sus correrías una casa donde residen una mujer anciana, doña Claudia de Astudillo y Quiñones, y una joven de gran belleza, llamada Esperanza. 
Tras darle serenata una noche, y ser despedidos por una dueña con cajas destempladas, van a visitar a un principal caballero, llamado Don Félix, informándole de la hermosura de la joven. Don Félix, tras intercambiar recados con la dueña, acuerda ir esa noche a la casa de Esperanza.
Una vez llegado, la espera oculto. Desde allí, oye una conversación entre la anciana y la joven, en donde se descubren las trazas y engaños de la vida de prostitución y tercería celestinesca de que viven ambas. Tras ser descubierto accidentalmente, Don Félix intenta concluir el negocio, aunque Doña Claudia muestra escandalizarse. Al ruido, entra la justicia en la casa, encabezada por el corregidor, que ordena detenerlas y llevarlas a la cárcel, pese a la mediación de Don Félix. En el camino de la prisión, los dos estudiantes logran raptar a Esperanza. Uno de ellos, intenta "gozarla aquella noche", aunque su compañero le amenaza para que no lo haga, por lo que aquel decide marcharse con la moza a su pueblo y con la bendición de su anciano padre casarse con ella, mientras Doña Claudia es castigada públicamente en Salamanca por sus hechicerías.

## La cuestión de la autoría
Fue en 1787, cuando Isidoro Bosarte, descubridor del manuscrito Porras, lo dio a la luz, que se planteó la cuestión de la autoría de semejante novela corta. Para él, era de Cervantes, apoyándose en la similitud estilística y temática con otras cervantinas, su formato igual al de las Novelas Ejemplares, el haber aparecido junto a dos de ellas, etcétera. Tales argumentos han servido para que eruditos y cervantistas como Agustín García Arrieta, Navarrete o Bartolomé José Gallardo la hayan considerado de Cervantes. No obstante, tal hipótesis no ha alcanzado apoyo generalizado. Otros estudiosos, como Andrés Bello, Manuel Criado de Val, Foulché-Delbosc, Juan Bautista Avalle-Arce, han rechazado la paternidad de Cervantes sobre esta obra. Utilizando medidas propias del análisis textual, otros estudios no han podido arrojar conclusiones concretas.

La obra suele aparecer al final de las principales ediciones de las Novelas ejemplares. También ha sido editada recientemente por separado.
Espíritu de Miguel de Cervantes Saavedra (Madrid, 1814) de Agustín García Arrieta es la primera edición conocida de La tía fingida.